# 폴리카보네이트

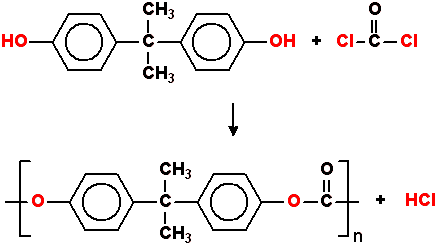
비스페놀 A와 포스젠으로부터 폴리카보네이트의 합성

폴리카보네이트(영어: polycarbonate, PC)는 탄산염을 중합하여 만든 수지로, 비스페놀 A(BPA)와 포스젠의 연쇄 구조로 이루어진 무색 투명한 무정형의 열가소성 플라스틱 중합체이자 엔지니어링 플라스틱의 한 종류다. 모노머 단위끼리의 결합이 카보네이트 즉, 탄산 에스테르(-O- (C = O) -O-)로 구성되며 쉽게 가공할 수 있고, 사출성형과 열성형이 된다. 엔지니어링에 사용되는 폴리카보네이트는 강하고 거친 소재이며 일부 등급은 광학적으로 투명하다. 이러한 특성 때문에 폴리카보네이트는 현대 화학공업에서 많은 응용 분야에 다양한 제품의 재료로 널리 사용된다. GE플라스틱사의 브랜드 네임이자 렉산시트에서 차용한 용어 렉산으로 불리기도 한다.
내열성, 내충격성 및 투명성이 좋기 때문에 상품 플라스틱과 엔지니어링 플라스틱, 유리 대용 강화 플라스틱으로 많이 사용된다. 휴대폰과 노트북, 모니터 등 IT 제품의 외장재를 비롯해 CD, DVD 등 미디어 광저장매체 소재의 원료에 폭넓게 사용되는 고기능성 플라스틱이다.
폴리카보네이트에는 고유한 수지 식별 코드(RIC)가 없으며 RIC 목록 7번, "OTHER(기타)"로 분류된다. 즉, 플라스틱 재활용 업체의 재질 분류 6개 항목 중 어느 것에도 속하지 않으므로 재활용 코드는 7번이다. 폴리카보네이트로 만든 제품은 전구체 모노머 비스페놀 A(BPA)를 함유할 수 있다.
독일 바이엘 사가 1953년에 처음 개발한 폴리카보네이트(polycarbonate)의 등록상표명을 본따 마크롤론(Makrolon)이라고도 한다. 아폴로 계획에서 월면활동을 실시한 비행사의 헬멧에도 사용되었다. 1956년 독일의 헤르만 슈넬(Hermann Schnell)이 처음 합성한 것으로, 1958년 바이엘(Bayer AG)로부터 필름과 성형재료로 판매되었다. 이어 미국의 제너럴일렉트릭을 비롯하여 각국에서 공업화되었다.

## 물성
- 밀도: 1.20 g/cm3
- 가용 온도: −100 ℃ to +180 ℃
- 열분해 온도: 455 ℃
- 녹는점: 약 250 ℃
- 굴절률: 1.585 ± 0.001
- 광투과율: 90 % ± 1 %
- 열전도율: 0.19 W/mK
- 선팽창률: 3.8×10-5 cm/cm℃

## 제조법
비스페놀 A와 포스젠에서 폴리탄산염이 생성된다. 비스페놀 A 와 포스젠(또는 디페닐카보네이트)을 원료로 생산되며 염화카르보닐(포스젠)을 이용하는 경우 계면 중축합에 의해 폴리머화(polymerization)된다. 또한 디페닐카보네이트를 사용하는 경우는 에스테르 교환에 의한 중합으로 합성된다.

## 제품 예시

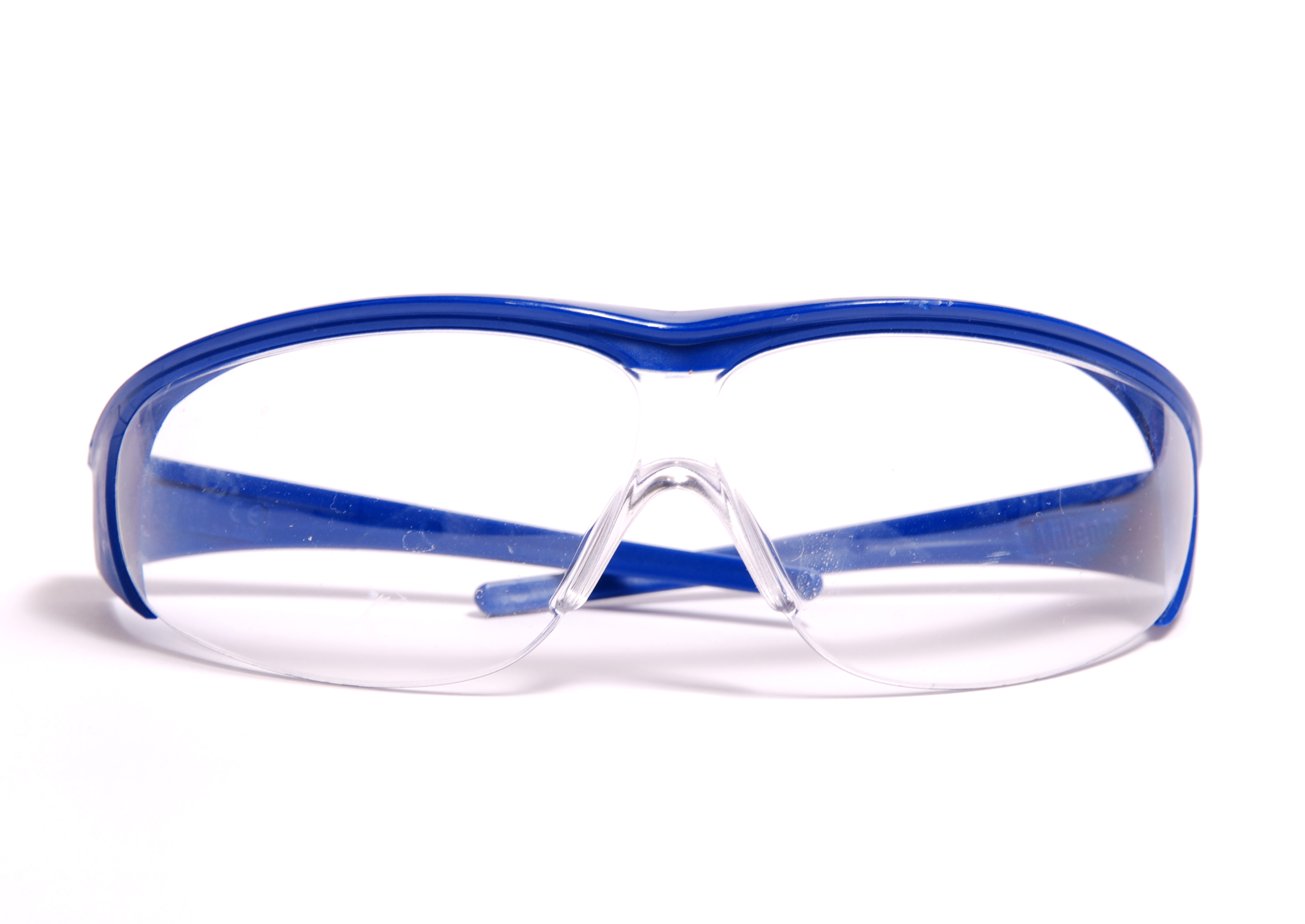
실험용 안전고글

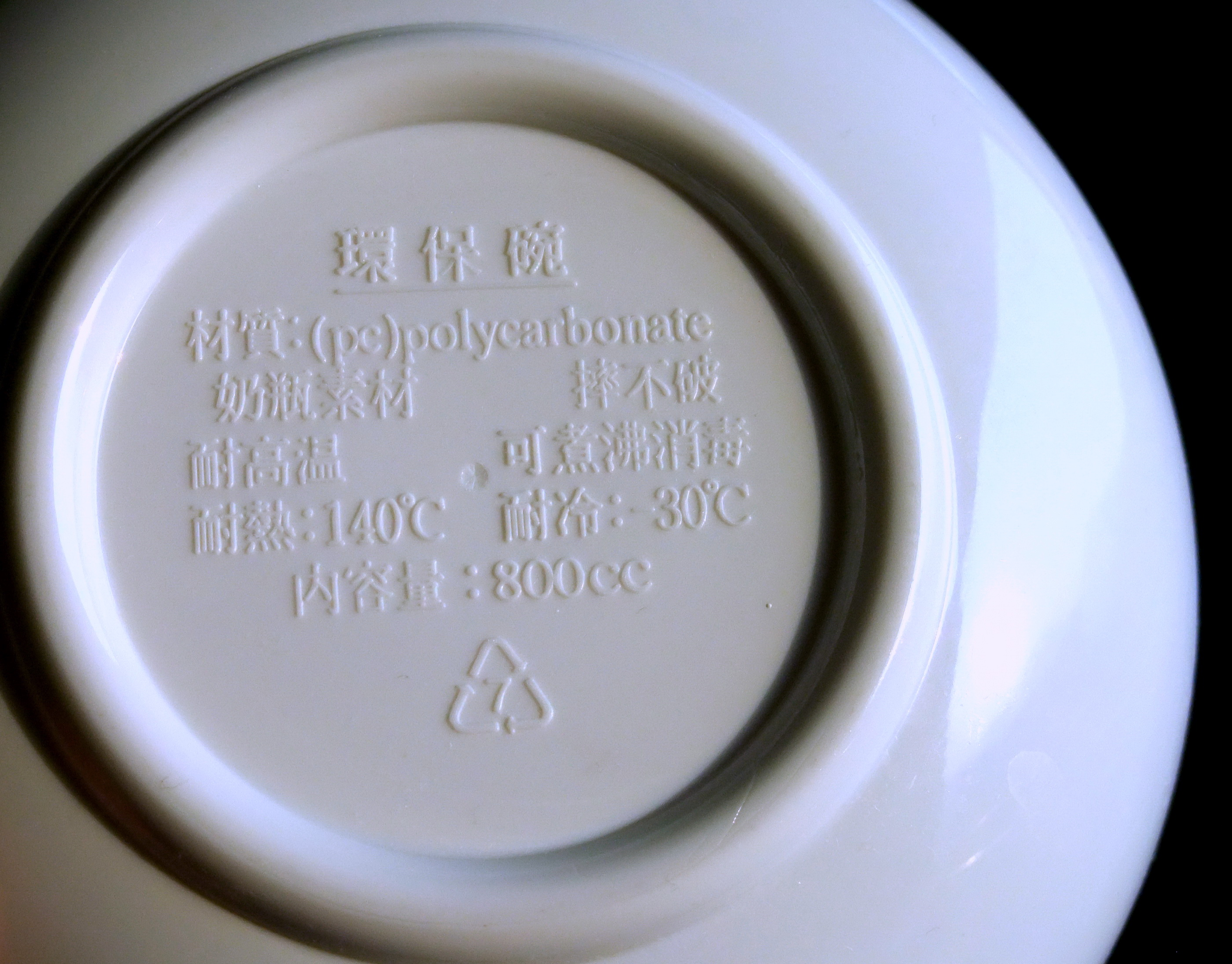
폴리카보네이트로 만든 그릇의 바닥

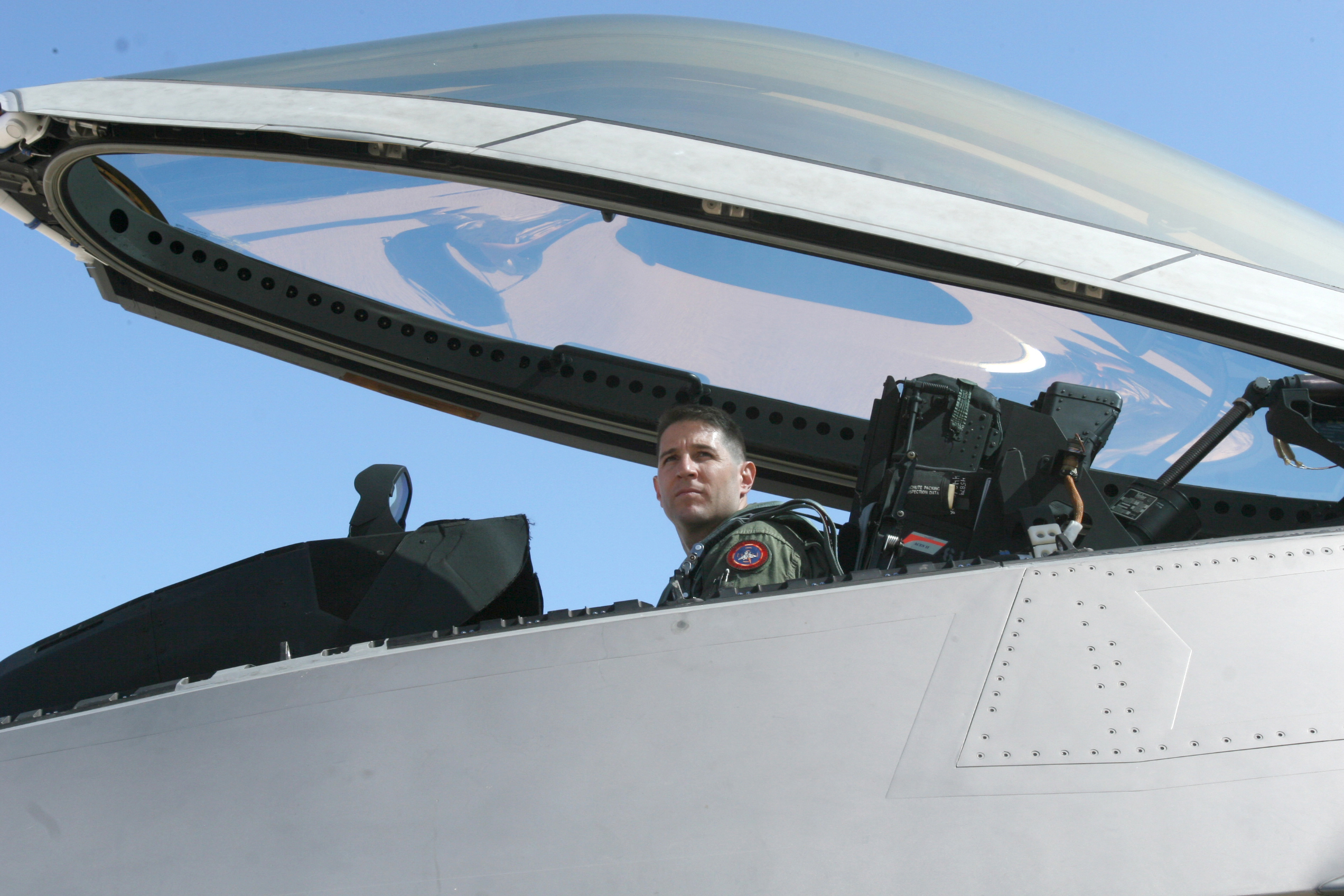
F-22의 조종석 캐노피

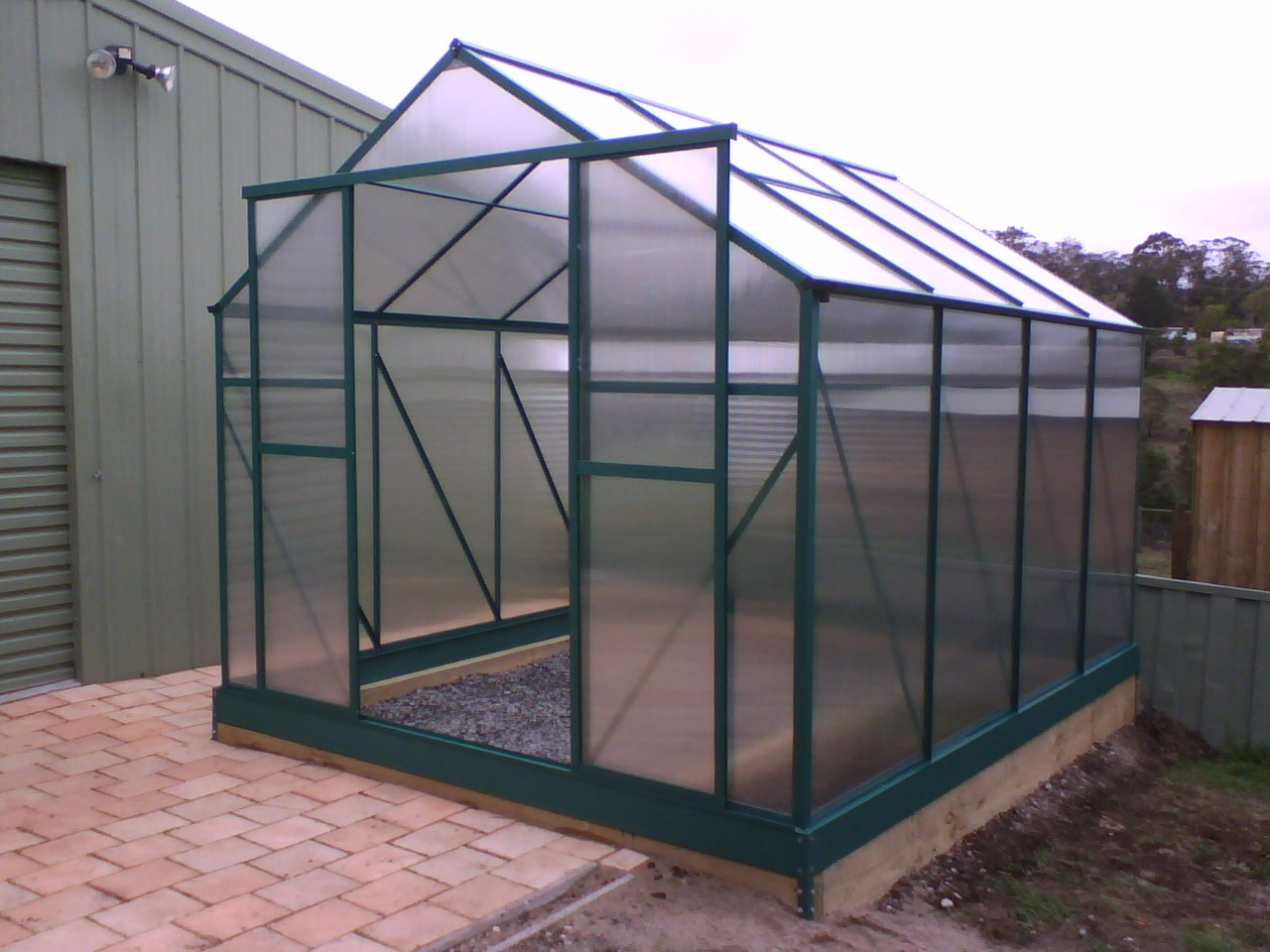
온실 폴리카보네이트 시트

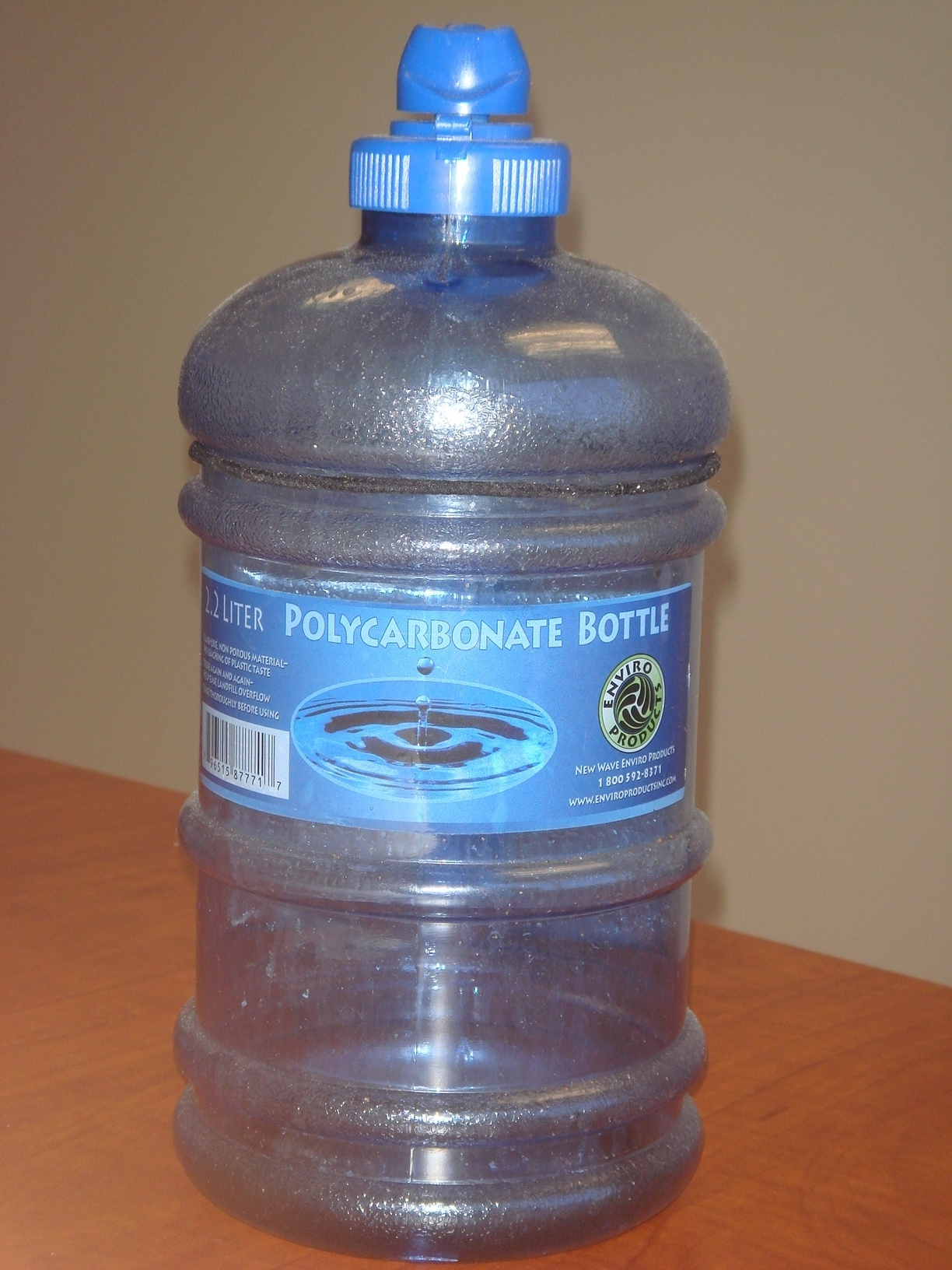
폴리카보네이트 생수통

### 전기·전자·광학 기기
- CD, DVD와 BD(LD는 아크릴 수지이다)
- 가전제품
- 광섬유
- 카메라의 본체 (필름 카메라 포함)
- 쌍안경
- 액정 TV 백라이트 시스템용 광확산판
- 개인용 컴퓨터의 케이스(맥북 등)
- 스마트폰 케이스 (아이폰 5C 등)
- 시계(스위스의 시계 제조회사 Hebdomas의 HEB MILANO 등)
- 복사기와 레이저 프린터의 감광체

### 운송 장비
주로 바람막이(윈드 실드)용으로 사용한다.
- 항공기(F-16 이후 출시된 전투기 및 군용기& F-22 조종석의 캐노피, 여객기 객실 창문 등)
- 자동차·오토바이 등의 방향지시등과 미등 및 각 렌즈류, 경량창, 보호격벽 등
- 오토바이용 헬멧의 모자형 페이스 실드

### 기타
- 기계의 유면·액면 확인용 표시창
- 의료기기
- 건축 자재(차양), 온실, 지하철 역사 캐노피, 수영장, 터미널, 쇼핑센터, 재래시장 지붕, 방음벽, 방음터널, 학교 및 교육기관의 스탠드 & 식수대 및 통학로 지붕 및 차양, 파티션 및 칸막이

### 잡화·가정용품
- 젖병과 식기
- 무선조종 자동차, 미니카의 바디(차체)
- 가방
- 포장 또는 광학용 필름
- 필기구·문구, 만년필의 피스톤 필러(piston filler)
- 선글라스와 안경, 고글 및 보안경 렌즈
- 하이퍼 요요(HYPER YO-YO)

### 무기·방어구
- 특수부대가 사용하는 헬멧 방탄 바이저
- 폭동 쉴드(주로 경찰 방패)
- 스로트 가드(목 보호대)

## 장점
투명성·내충격성·내열성·난연성·치수 안정성, 내후성, 자기 소화성(self-extinguishability) 등에서 높은 물리적 성질을 나타낸다. 충격에 견딜 수 있는 내충격성은 일반적인 유리의 250배 이상이다. 내산성, 내유성이 우수하고 자외선에 강하며 알칼리성이다.
엔지니어링 플라스틱 중에서도 평균적으로 높은 물성을 갖는 합성수지이며, 투명한 성질을 이용해 광학 용도로도 사용할 수 있다. 상대적으로 저렴하고 항공기·자동차 등 운송 장비, 전기·전자광학·의료 기기, 방탄유리 재료 등으로 널리 사용되고 있다. 기계적 강도도 우수하기 때문에 하중을 받는 수지나사(플라스틱 나사)에서 가장 많이 사용되고 있는 재료이다.

## 단점
- 투명하고 단단하지만 제품의 내구성은 우수하다고 말할 수 없다. 특히 알칼리성 세제, 알칼리 용제에서 훼손되며, 접착제 등을 사용할 수 없다.
- 에스테르 결합을 하기 때문에 고온 고습도 환경에서는 가수 분해한다. 열변형(thermal stress) 온도는 섭씨 135도이다.
- 인장 강도 이상의 힘을 가하면, 백화 현상이 발생하고 투명도가 현저하게 떨어진다.

## 화학적 상호 작용
폴리카보네이트로 만든 용기는 차아염소산 나트륨(sodium hypochlorite)이나 다른 알칼리성 세제로 세척하면 안된다. 왜냐하면 비스페놀 A를 방출하여 생식 기관에 영향을 미치기 때문이다.
| 폴리 카보네이트를 분해 | 주의 요망 | 무해함 |
| --- | --- | --- |
| - 아세톤 - 아크릴로니트릴 - 암모니아 - 아밀 아세테이트 - 벤젠 - 브롬 - 부틸 아세테이트 - 수산화 나트륨 - 클로로포름 - 디메틸포름아마이드 - 진한 염산 - 농축 플루오린화 수소산 - 아이오딘 - 메탄올 - 뷰탄온 - 스타이렌 - 테트라클로로에틸렌 - 톨루엔 - 농축 황산 - 자일렌 | - 사이클로헥산온 - 디젤 - 개미산 - 가솔린 - 글리세린 - 난방유 - 제트 연료/항공유 - 농축 과염소산/과염소산 - 이산화황 - 테레빈유 | - 아세트산 - 염화 암모늄 - 안티몬 트리클로라이드 - 붕사 수용액 - 부탄 - 염화칼슘 - 차아염소산칼슘 - 이산화탄소 - 일산화탄소 - 10％의 구연산 - 구리 황산염 - 95％의 에탄올 - 에틸렌 글라이콜 - 10％의 포름알데히드 - 20％의 염산/염산 - 5％의 불화수소산 - 수은 - 메탄 - 산소 - 오존 - 유황 - 요소 - 물 |